# Rentenreform 1957
Die Rentenreform von 1957 war eine wesentliche Änderung der gesetzlichen Rentenversicherung in West-Deutschland (Zur Situation in der damaligen DDR siehe Sozialversicherung des Freien Deutschen Gewerkschaftsbunds und Staatliche Versicherung der DDR). Das bisherige Kapitaldeckungsverfahren wurde zu Gunsten des Umlageverfahrens aufgegeben, die Rentenhöhe spürbar erhöht und die dynamische Anpassung der Rentenhöhe an die Bruttolohnentwicklung eingeführt.
Nach dem Ende des Zweiten Weltkriegs war die Kapitalbasis der Rentenversicherung weitgehend zerstört. Das Rentenniveau war demzufolge niedrig, Altersarmut weit verbreitet. Gleichzeitig führte das Wirtschaftswunder zu stark steigenden Löhnen, wodurch die Einkommensunterschiede zwischen der arbeitenden Bevölkerung und den Rentnern immer größer wurden. Dieser Unterschied zwischen Lohn- und Rentenempfängern konnte mit der Reform wesentlich verkleinert werden. Rentnern wurde die Möglichkeit eröffnet, ebenfalls am Wirtschaftsaufschwung teilzuhaben und selbst ohne familiäre Unterstützung im Alter ihren Lebensunterhalt bestreiten zu können.

## Historischer Hintergrund
Seit der zweiten Hälfte des 19. Jahrhunderts gab es Bemühungen des Staates, die arbeitende Bevölkerung bei alters- oder krankheitsbedingtem Arbeits- und damit Einkommensausfall zu unterstützen und sie gegen Armut und sozialen Absturz abzusichern. Mit dem Beginn der sozialen Marktwirtschaft in den 1950er-Jahren wurde diese soziale Unterstützung des Staates immer wichtiger.
Die erste Sozialgesetzgebung in Deutschland gab es unter Otto von Bismarck. Neben einem Gesetz zur Krankenversicherung (1883) und einem Gesetz zur Unfallversicherung (1884) wurde unter ihm im Jahre 1889 ein Gesetz über die Invaliden- und Altersversicherung verabschiedet. Dieses Gesetz trat 1891 in Kraft. Davor waren Arbeiter bei ihrer Altersversorgung auf sich allein gestellt. Die beste Altersvorsorge waren viele Kinder, die für ihre Eltern sorgten, wenn diese nicht mehr arbeiten konnten. Außerdem gab es bereits seit der Mitte des 19. Jahrhunderts erste Selbsthilfebemühungen der Arbeiter, die in Eigeninitiative „Hilfskassen“ zur Altersversorgung einrichteten.
Das Bismarcksche Gesetz verhinderte, dass Arbeiter, die nicht mehr arbeiten konnten, völlig auf ein Einkommen verzichten mussten. Arbeitgeber und Arbeitnehmer zahlten beide einen festen Prozentsatz des Lohnes in die Versicherung ein, solange der Arbeiter beschäftigt wurde. Die Rentner bekamen später einen festen Betrag ausbezahlt, abhängig von dem, was vorher eingezahlt worden war. Die ausgezahlten Rentenbeträge waren jedoch lediglich als „Zubrot“ oder Grundsicherung gedacht und dienten keineswegs zur ausschließlichen Sicherung des Lebensunterhaltes. Die Rentner waren weiterhin auf die Hilfe ihrer Familien oder die eigenen Ersparnisse angewiesen. Außerdem reagierte die Rentenversicherung nicht auf Lohnsteigerungen oder Inflation, sodass Rentner in Armut geraten konnten, wenn die Preise stiegen.

## Der Weg zur Reform von 1957
Diese Grundzüge des Rentensystems wurden in der Weimarer Republik und der Zeit des Nationalsozialismus fortgeführt und galten auch in den ersten Jahren der Bundesrepublik. Jedoch wurde schon bald nach 1945 von den Alliierten eine Reform der deutschen Sozialversicherung in Angriff genommen. Sie sollte nach dem Beispiel der nach 1945 bereits teilweise in Großbritannien und Frankreich vorgenommenen Reformen gestaltet werden. Jedoch endete dieser Reformanlauf 1948 mit dem Ende der Viermächteverwaltung über Deutschland. Im Zuge der Währungsreform vom 20. Juni 1948 legten die westlichen Besatzungsmächte fest, dass die Neuordnung der Sozialversicherung von nun an in deutscher Hand lag und dass bis zu einer solchen Reform die Versicherungsleistungen zu demselben Nennbetrag in Deutscher Mark ausgezahlt werden sollten, wie sie vorher in Reichsmark gezahlt wurden. Dieses Rentenanpassungsgesetz wurde von der deutschen Regierung am 17. Dezember 1948 verabschiedet. So wurde zwar das Rentensystem an die neuen Währungsverhältnisse angepasst, jedoch gab es keine Reaktion auf die steigenden Löhne und Preise nach 1948, sodass die Renten hinter den Löhnen zurückblieben.
1950 lag die durchschnittliche monatliche Rente von Arbeitern bei 60,50 DM und damit nur gut 10 DM über der gesetzlichen Mindestrente von 50 DM. Dies führte zu einer immer größeren Unzufriedenheit der Rentner, die im Vergleich zur arbeitenden Bevölkerung zusehends verarmten. Hinzu kam, dass durch Krieg und Kriegsgefangenschaft Rentner in vielen Fällen ohne lebende Kinder dastanden. Die Rente, die ursprünglich nur als Zuschuss zur familiären Sicherung im Alter gedacht war, war dadurch für viele Rentner einzige Einkommensquelle zur Existenzsicherung und reichte bei Weitem nicht für den Lebensunterhalt aus. Dies wurde zusätzlich dadurch verstärkt, dass auch die privaten Ersparnisse durch Krieg, Vertreibung und Inflation weitgehend vernichtet worden waren.
An dem steilen Wirtschaftsaufschwung, der in Deutschland stattfand, hatten die Rentner kaum Anteil. Um die Rentenhöhe zu sichern, wurde der Staatszuschuss nach dem Krieg massiv erhöht. In mehreren Schritten kam es (beginnend mit dem Rentenzulagengesetz 1951) immer wieder zu Rentenerhöhungen, die jedoch das allgemeine Rentenniveau nicht wesentlich erhöhten.
Vor allem die steigende Unzufriedenheit in der Bevölkerung über die Verhältnisse der Rentner bewog die Regierung der neuen Bundesrepublik schließlich zum Handeln. Am 20. Oktober 1953 kündigte Bundeskanzler Konrad Adenauer in einer Regierungserklärung eine umfassende Sozialreform an. Dennoch zielte die nächste Maßnahme erneut nur auf eine punktuelle Rentenerhöhung: das „Renten-Mehrbetragsgesetz“ vom Oktober 1954 ließ die Renten der Invalidenversicherung um durchschnittlich 13 % und die Renten der Angestelltenversicherung um durchschnittlich 14 % steigen. Den Ausschlag für eine große Reform gaben die Ergebnisse einer statistischen Erhebung zur sozialen Lage der Renten- und Unterstützungsempfänger, die vom Bundesinnenministerium im August 1954 in Auftrag gegeben worden war und zur Jahreswende 1954/55 veröffentlicht wurde. Diese forderte einen Ausbau der Sozialleistungen. Bei 13,9 Mio. laufenden Renten- und Unterstützungsfällen lag der durchschnittliche Nettobetrag bei 62,90 DM und damit deutlich unter den Fürsorge-Richtsätzen der Bundesrepublik. Viele Haushalte, die Rentenversicherungsleistungen bezogen, lebten am Existenzminimum. Das durchschnittliche Rentenniveau betrug etwa 28 bis 32 % der vergleichbaren Löhne und Gehälter, was der Situation in der Weimarer Republik entsprach. Nominal (also ohne Kaufkraftunterschiede zu berücksichtigen) waren die Mindestrenten in der Bundesrepublik bis 1957 sogar niedriger als die in der DDR, und die Durchschnittsrenten auf demselben Niveau.
Von nun an wurden der Bundesregierung eine Vielzahl von Plänen und Entwürfen für eine umfassende Sozialreform vorgelegt. Einer dieser Vorschläge war der so genannte „Schreiber-Plan“. Wilfrid Schreiber war Privatdozent der Nationalökonomie in Bonn sowie Geschäftsführer des Verbandes Katholischer Unternehmer. Er ging von drei Prämissen aus:
- zum einen sei das Schutzbedürfnis der Arbeitnehmer in der industriellen Gesellschaft in der Mitte des 20. Jahrhunderts „anderer Art als zu Bismarcks Zeiten“[9]
- zweitens trete die Sozialrente nicht mehr ergänzend zu anderen Quellen der Alterssicherung auf, sondern müsse zur Existenzsicherung im Alter ausreichen
- und außerdem könnten die Mittel der Altersversorgung nicht länger einem angesparten Deckungsfonds entnommen werden, weil dies in volkswirtschaftlicher Betrachtung gar nicht möglich sei, sondern müssten aus dem laufenden Sozialprodukt entnommen werden (die sogenannte Mackenroth-These)

Hier schlug Schreiber eine so genannte „Dynamisierung“ der Renten vor, also eine laufende Anpassung der Renten an die Lohnentwicklung, womit die Sozialrentner am wirtschaftlichen Aufschwung automatisch teilnehmen könnten.
Diese Vorschläge Schreibers zogen die Aufmerksamkeit der Bundesregierung auf sich und wurden in einem Gesetzentwurf zur Neuregelung der Rentenversicherung der Arbeiter und der Angestellten vom 23. Mai 1956 berücksichtigt. Dieser besagte, dass die Renten nach dem durchschnittlichen Bruttolohn aller Versicherten im Mittel des vorausgegangenen Dreijahreszeitraums festgesetzt werden sollten. Außerdem sollte alle fünf Jahre ein „Sozialversicherungsbeirat“ die Gesamtsituation prüfen und eine Empfehlung herausgeben, nach der eine Rentenanpassung vorgenommen werden sollte. Diese Vorschläge stießen jedoch auf entschiedene Kritik von Arbeitgeberverbänden, Banken sowie von Bundesfinanzminister Fritz Schäffer und Bundeswirtschaftsminister Ludwig Erhard. Sie befürchteten unter anderem, dass eine Dynamisierung der Renten die Inflation fördere und die Investitionstätigkeit insgesamt gehemmt werde. Dennoch wurde die Reform angegangen. „Kinder bekommen die Leute immer“ war das (später widerlegte) Argument Adenauers.

## Die Reform und ihre Maßnahmen
Der Grund dafür, dass die Kritiker und Gegner der Reform bei ihrer Umsetzung kaum angehört wurden, lag in der anstehenden Bundestagswahl 1957. Umfragen hatten ergeben, dass das Ansehen Adenauers und der CDU in der Wählergunst gesunken war und dass die Oppositionsparteien über mehr als die Hälfte der Stimmen verfügten. Vor allem die unpopuläre Streitfrage der Wiederaufrüstung und die Einführung der Wehrpflicht hatten die Bundesregierung in der Bevölkerung unbeliebt gemacht. Es war Adenauer selbst, der die Umsetzung der Reform vorantrieb, um sie noch vor der Bundestagswahl abzuschließen. Er machte die weit verbreitete Altersarmut zum zentralen Wahlkampfthema. Die Rentenreform wurde aufgrund ihrer Popularität zum Wahlkampfinstrument. In der zweiten Hälfte des Jahres 1956 beriet die Regierung über die Inhalte der Reform. Am 21. Januar 1957 wurden die Gesetze zur Neuregelung der Rentenversicherung der Arbeiter und Angestellten mit den Stimmen von CDU/CSU, SPD und Freie Volkspartei (FVP) verabschiedet, während sich die Deutsche Partei (DP) enthielt und die FDP geschlossen dagegen stimmte. Am 8. Februar stimmte der Bundesrat den Reformgesetzen zu. Tatsächlich bewirkten diese öffentlich ausgetragenen Reformbemühungen einen Stimmungswandel in der Bevölkerung, die nunmehr wieder mehrheitlich die Unionsparteien bevorzugten.
Die Reform brachte eine massive Erhöhung der Renten um mehr als 60 Prozent. Ökonomisch führte diese Verbesserung der Lage der damaligen Rentner zu einem Aufbau einer inhärenten Schuld, mit der die künftigen Generationen belastet wurden. Dagegen wurde in der politischen Auseinandersetzung der 1950er-Jahre die Verantwortung der Generationen füreinander unter dem Stichwort Generationenvertrag betont. Dieser Begriff bestimmt heute weiter die Diskussion um die Sicherheit der Sozialrenten.
Die Höhe der Renten folgte nun in gewissen Abständen den Löhnen, wodurch die Rentner nach dem Ende ihres aktiven Berufslebens weiter am Wirtschaftswachstum teilnehmen konnten. In den Jahren 1957 bis 1969 stiegen die Löhne um 115,7 %, die Renten folgten und stiegen um 110,5 %. Ein Paradigmenwechsel lag darin, dass die Altersrente nicht mehr als Zuschuss zum Unterhalt galt, sondern als Lohnersatz, und somit allein zur Sicherung des Lebensstandards ausreichen sollte. Es wurde festgesetzt, dass die Standardrente 60 Prozent der aktuellen durchschnittlichen Bruttobezüge aller Versicherten umfassen sollte, so dass kein Absinken des Lebensstandards im Alter zu befürchten war.
Diese Reform brachte der CDU/CSU schließlich den Wahlsieg. Sie trat rückwirkend ab 1. Januar 1957 in Kraft. Entgegen den Befürchtungen ihrer Gegner hatte die Reform keine direkten negativen wirtschaftlichen Folgen. Zwar wurde das gesteckte Ziel von 60 Prozent der Bruttolöhne nicht erreicht – die Standardrente bewegte sich in den folgenden Jahren lediglich zwischen 40 und 50 Prozent – dennoch war dies immer noch eine deutliche Steigerung zur Zeit vor der Reform, lag die Standardrente 1956 doch noch bei nur 34,5 Prozent. Außerdem trug die Reform wie kein zweites Ereignis dazu bei, das Vertrauen der Bürger in die westdeutsche Sozialstaatlichkeit wiederherzustellen und den sozialen Frieden dauerhaft zu festigen, indem sie der Aussicht auf Armut im Alter ein Ende zu machen versprach.